# Edwin Wiegele

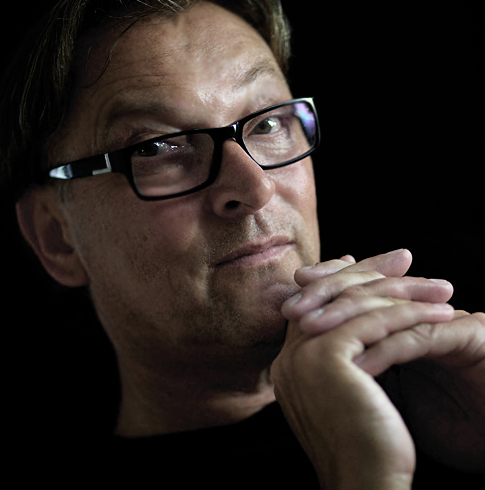
Edwin Wiegele 2011

Edwin Wiegele (* 20. August 1954 in Villach, Kärnten) ist ein österreichischer Maler, Grafiker, Kunsterzieher, Galerist und Musiker. Durch seine Herkunft aus Feistritz an der Gail kam er schon sehr früh mit der reichen Tradition der Klassischen Moderne rund um den Nötscher Kreis in Kontakt, was ihn offensichtlich nachhaltig geprägt hat.

## Leben
Wiegele studierte Kunsterziehung an der Pädagogischen Hochschule in Klagenfurt und am Pädagogischen Institut Graz. Er unterrichtete von 1983 bis 2007 an verschiedenen Höheren Schulen, wie im BRG–Klagenfurt/Viktring und im Alpen-Adria Gymnasium Völkermarkt Bildnerische Erziehung. 2007 wurde Edwin Wiegele vom Bundespräsidenten Österreichs der Professorentitel verliehen.

## Werke

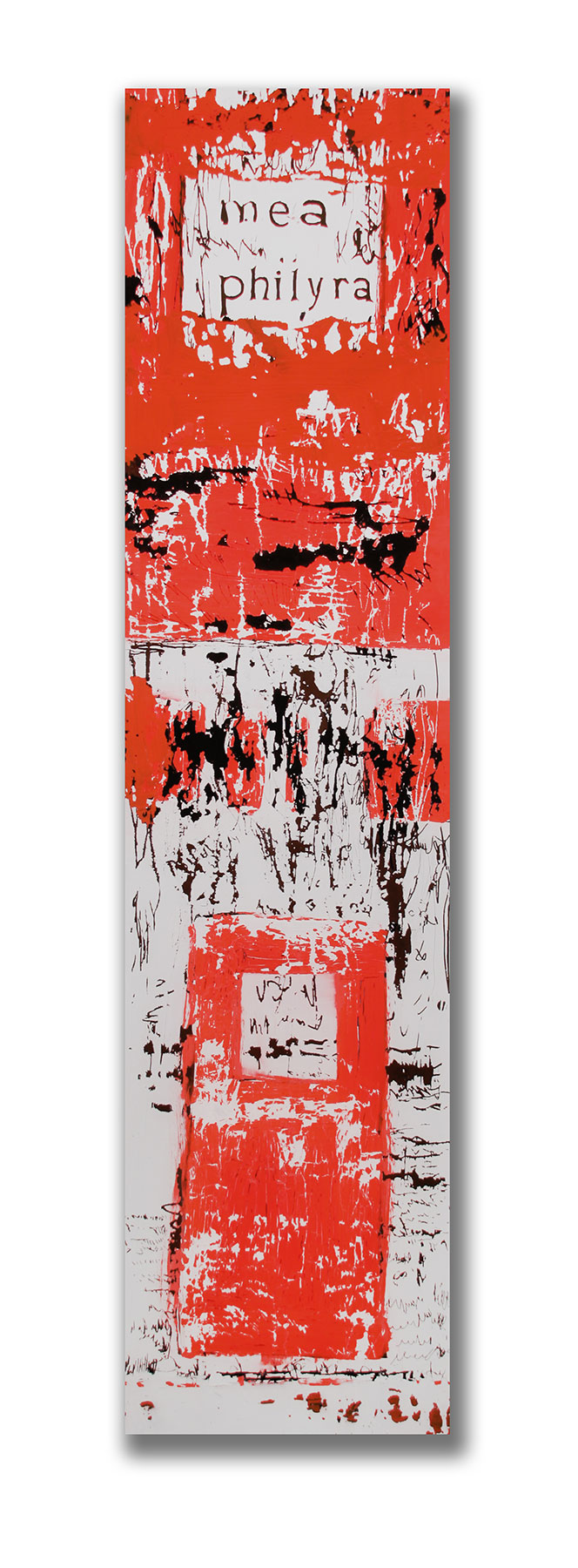
„mea philyra – mein Lindenbaum“, 2013

Sehr intensive Auseinandersetzung dem Aquarell, im Speziellen mit der Nass in Nass Technik von 1979 bis 1993. Zahlreiche Gruppenausstellungen, „Österreichische Aquarellisten der Gegenwart“ in Österreich, Deutschland und in der Schweiz.
Seit 1991 betreibt Edwin Wiegele im historischen Pfleghaus zu Heunburg, am Fuße der Heunburg, das Atelier–Galerie Wiegele mit der Präsentation aktueller eigener Werke und Künstler aus dem Alpe–Adria Raum.
Edwin Wiegele hat in einem völkerverbindenden und friedensstiftenden Sinn mit seinen Ausstellungen und innovativen Kunstprojekten im öffentlichen Raum immer wieder den äußerst fruchtbaren Kulturaustausch in der Alpen-Adria-Region entscheidend mit beeinflusst und bereichert.
Das Experimentieren mit vielfältigen Materialien und Techniken ermöglicht dem Künstler ständig neue Zugänge zur bildenden Kunst. In der letzten Zeit rückte die in ihrer Existenz bedrohte Natur und Umwelt immer mehr ins Zentrum seines künstlerischen Schaffens. „Mea philyra – mein Lindenbaum“, ein neuer Zyklus entstand 2013.
Wiegele entwickelte eine eigene Art der Hinterglasmalerei, bei der er mehrere Farbschichten herauskratzt und wieder übermalt.
Als selbständige und in ihrer individuellen Bildsprache unverwechselbare Werkkomplexe entstanden im Laufe der letzten Jahrzehnte auch viele Keramikarbeiten, Fotoserien, Filmprojekte und Musikvideos mit Eigenkompositionen des Künstlers.
Aber nicht nur den unterschiedlichen Techniken und Sparten der bildenden Kunst, wie der Zeichnung, dem Aquarell, der Mischtechnik, der Collage, der Fotografie und der Keramik gilt Wiegeles Augenmerk. Wiegele schuf in Völkermarkt und Umgebung auch großartige Land-Art-Projekte, etwa 2002/2003 die imposante Inselskulptur und die Lichtinstallation der Stauseebrücke.
„Kunst am Bau“ – Projekte, wie Volksschule Tainach, Seniorenzentrum Neuhaus, AMS –Völkermarkt, Gemeindeamt Brückl uvm.
Filmemacher, Regisseur, Musiker, Ideenlieferant, Fotograf, Maler und Grafiker.

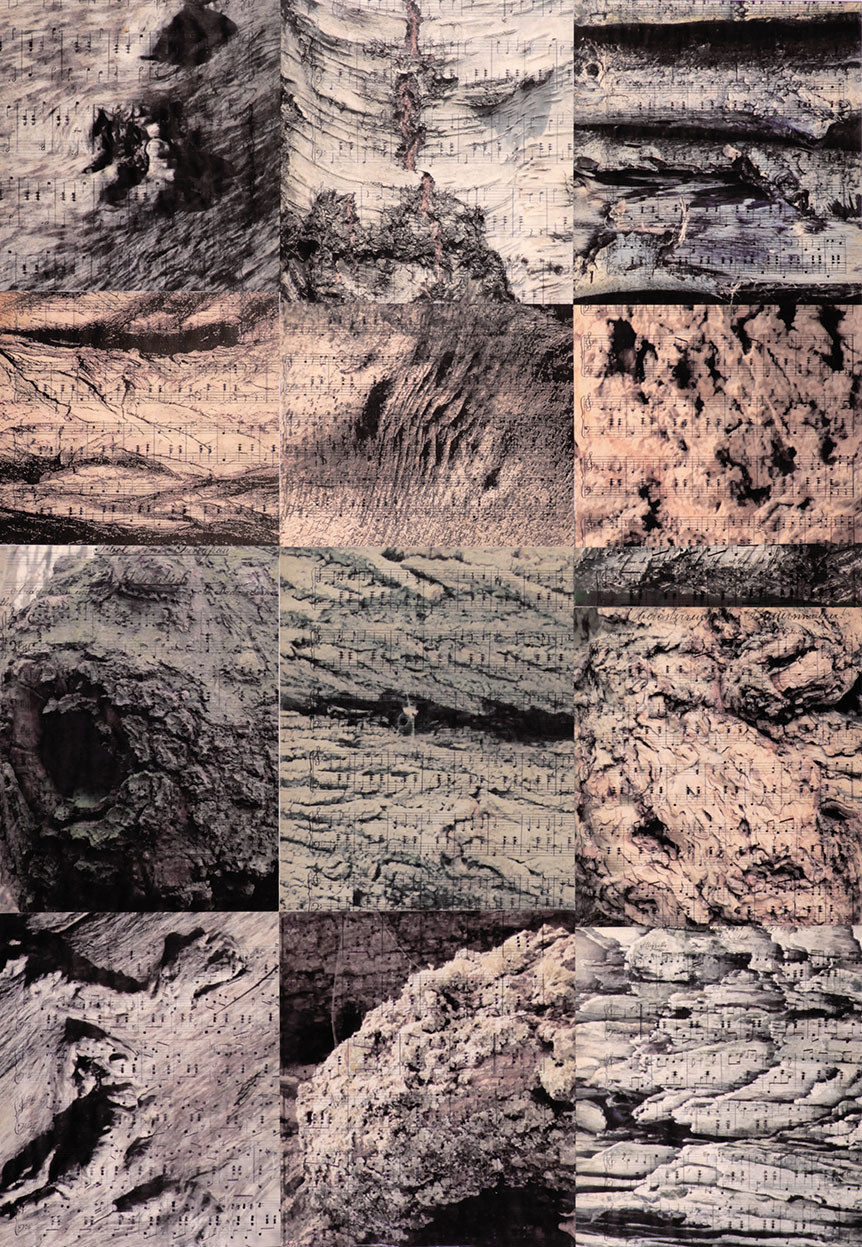
Grafik „Herbstsonate“
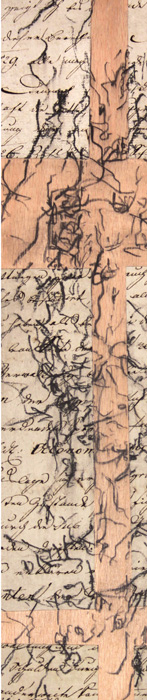
Grafik „conscriptio“, überzeichnete Urkunden
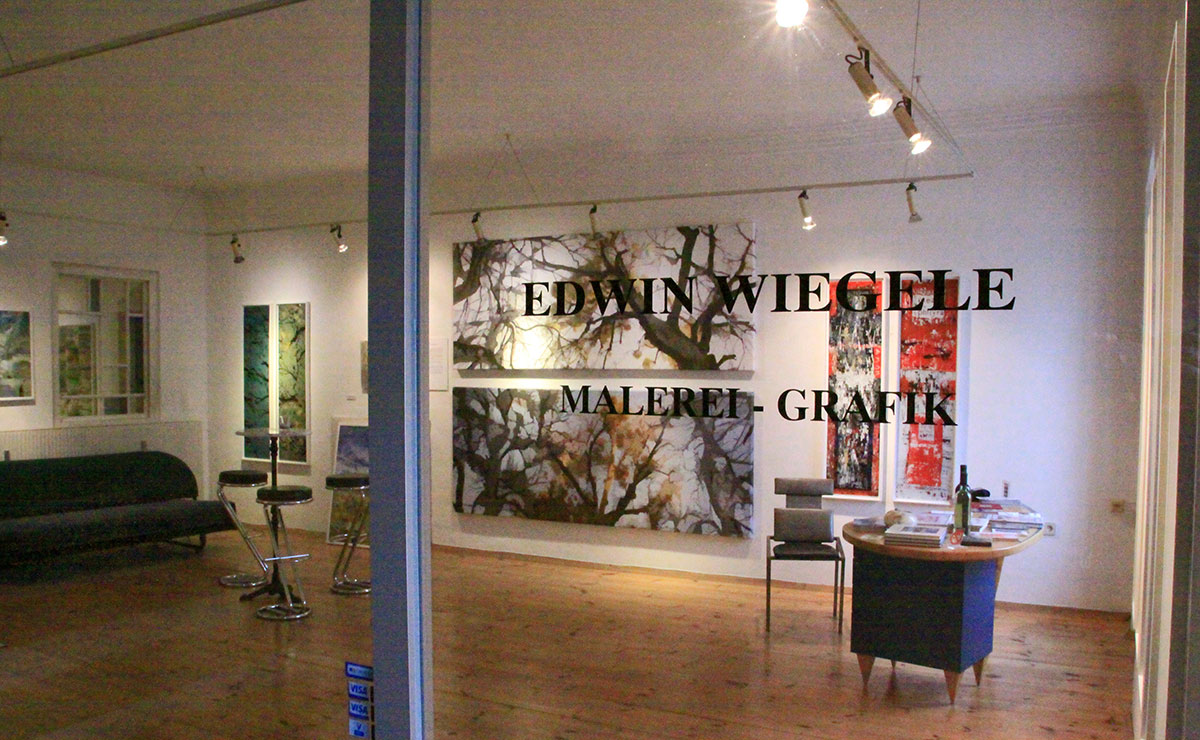
Atelier – Galerie Wiegele, Pfleghaus zur Heunburg
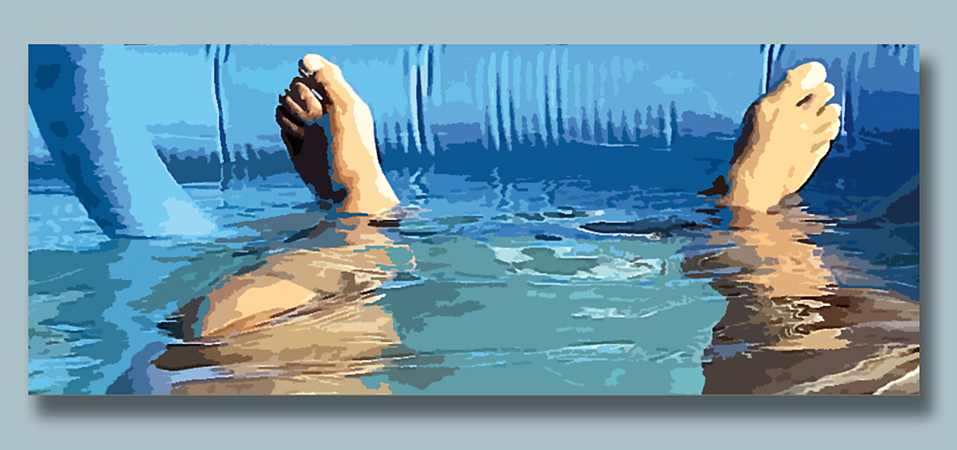
„Hundstage“, C-Print auf Leinwand

Quelle:

## Ausstellungen

### Einzelausstellungen
- 1981 Galerie Fuchs, Palais Fürstenberg-Wien
- 1983 Staatstheater Baden-Baden
- 1984 Galerie Slama, Klagenfurt
- 1985 Kunsthof Weihergut, Salzburg
- 1986 Stift Viktring, Aquarelle 1983–1986, Klagenfurt
- 1987 Universität Klagenfurt
- 1990 Farben-Formen, Personale
  - Wanderausstellung des Österreichischen Kulturinstitutes Istanbul
  - Ressim Heykel Museum, Gemäldemuseurn Istanbul
  - Gemäldemuseum Ankara
  - Galerie Kadikö
  - Staatsgalerie Edirne
  - Technische Universität, Istanbul
  - Galerie Bursa
  - Galerie Bandirma
- 1994 CA-Galerie Creditanstalt Kärnten, Wanderausstellung: Klagenfurt, Villach, Spittal/Drau
- 1996 Kunst am Arbeitsplatz: Firma „Hirsch Uhrenarmbänder“, Klagenfurt
- 1999 Stadtgalerie am Minoritenplatz „natura naturans“, Wolfsberg
- 1999 Galerie Laboratorio 2 „II Friuli da Pontebba a Gemona“, Udine
- 1999 Galerie Kalb / Dr. Schweinhammer, Wien
- 2001 Edwin Wiegele – „Was? - Wasser?“, KELAG Schau-Kraftwerk, Saag/Pörtschach
- 2002 Edwin Wiegele – „Spiegelbilder“, Im Palais der Bank Austria Creditanstalt, Graz
- 2003 Wasser ART, Casineum Velden, Ausstellung und Filmpräsentation
- 2003 Aqua vitam donat, Personale im Stift Eberndorf
- 2006 Galerie Vorspann. (Seh`n)sucht, Bad Eisenkappel
- 2006 VERBUND-Austrian Power Grid AG. Technik vernetzt Kunst, Umspannwerk Obersielach
- 2008 Amthof Feldkirchen, Performance zur EURO 08, blind drawing in a black box
- 2009 Kultur Forum Amthof, Feldkirchen
- 2009 Salon Belli Arti, Wien
- 2010 Stift Ossiach, Ossiach
- 2012 Galerie Alte Burg, Gmünd / Kärnten
- 2013 Stadtgalerie Klagenfurt, „mea philyra – mein Lindenbaum“
- 2013 Galerie im Schloss Porcia, Spittal a. d. Drau
- 2014 Galerie im Stift Eberndorf
- 2017 Galerie Vorspann, Bad Eisenkappel
- 2023 Markuskirche Wolfsberg
- 2024 "Das bewegte Licht der Jahre"; Edwin Wiegele - Retrospektive; Alpen-Adria Galerie Klagenfurt

### Ausstellungsbeteiligungen
- 1980 13. Mostra Internationale d’Arte Figurativa, Palermo
- 1980 Galerie Freund, St. Kanzian
- 1981 Mostra di artisti stranieri, Palermo
- 1982 Accademia Internationale d’Arte Moderna, Rom
- 1983 Stift Ebemdorf, Kunst aus Kärnten, Eberndorf
- 1984 Österreichische Aquarellisten der Gegenwart, Wanderausstellung:
  - Galerie Prisma, Wien
  - Galerie Dida, Graz
  - Galerie Raum und Kunst, Hamburg
  - Galerie Maringer, St. Pölten
  - Galerie Rondula, Lienz
  - Dokumentationszentrum, Nö
- Grand Prix d‘art 84, Galerie Euro-Suisse, Riedt
- Galerie Weihergut – Kunstmesse: Wien, Innsbruck, Bregenz
- 1985 Austriaca 85‘, Baden bei Wien
- 1986 Galerie La Mandragore, Paris
- 1989 Galerie Prisma, Wien
- 1998 Galleria d‘Arte II Mulino, Gorizia
- 1998 MMM ART 98 Künstlerkolonie, Galerie Artes, Medana – Nova Gorica
- 1999 Biennale Internazionale dell‘ ArteContemporanea Cittä di Firenze, Florenz
- 2017 „Ordnung und Obsession“, Kärntner Künstler, Stadtgalerie Klagenfurt

Quelle:

## Filmprojekte
- 1991 Mit anderen Augen, * 20 Min. Video-Film
- 1995 Videoclips zu eigenen Musikkompositionen
- 1996 Sag mir, Musikvideo zur Eigenkomposition
- 1997 Bilder einer Ausstellung
- 1998 Malerei – Musik – Video . Titel: „Lebenszeichen – Lebensraum“. Ein Gesamtkunstwerk.
- 2000 Internationales Videokunstfestival, Galerie BOREY, St. Petersburg, „Meditation zur Orchestersuite Nr.3 v. J. S. Bach“
- 2001 Was – Wasser?, KELAG KÄRNTEN, Videoclip u. Film
- 2016 „Die Klangwelten des Franz Steiner“, Dokumentation
- 2018 „Still,still ...“, aus dem Musical „Stille Nacht“
- 2019 „500 Meter Luftlinie“, Dokumentation
- 2019 K3 Filmfestival Villach
- 2022 „500 Meter Luftlinie“, TV-Version, gesendet auf ORF III am 7. August 2022; 55 Minuten

## Kunst am Bau / im öffentlichen Raum
- 1993 AMS-Völkermarkt, Emailarbeit
- 1997 Altenheim Pudlach / Neuhaus
- 1998 Volksschule Tainach
- 2001 Fotoinstallation Kelag-Schau-Kraftwerk Forstsee, Saag
- 2001 rainman, Landwirtschaftliche Fachschule Goldbrunnhof, Völkermarkt
- 2002 Land Art PROJEKT.DRAU.VÖLKERMARKT / Idee und Konzept, Künstlerische Beleuchtung der 680 Meter langen Stauseebrücke
- 2003 Lichtpylon/Drauinsel Installation, Völkermarkt
- 2004 Seniorenheimwohnanlage Völkermarkt
- 2007 Sehnsucht, Wandgestaltung Gemeindezentrum, Brückl
- 2008 14 Hinterglasmalereien – Friedhofsmauergestaltung, Feistritz/Gail
- 2020 „Carinthija 2020“, „Brücken bauen -Gradimo mostove“, Kunstprojekt mit der Praxis-HAK Völkermarkt

## Auszeichnungen
- 1980 Diploma d’onore 5. Incontro Internazionale Pittura e Poesia, Palermo. Diplome premio speciale artista straniero 13. Mostra Internationale d’a figurativa Premio ASLA * 1980, Palermo
- 1982 Diploma Docente d‘arte Accademia Internationale d‘arte Moderna. Rom (1) Diploma di Premio Coppa Ferrarelle ‚Italia 2000‘, Neapel
- 2007 Verleihung des Berufstitels „Professor“
- 2019 Ehrenzeichen des Landes Kärnten
- 2023 -2024 Filmpreise "500 Meters Beeline";
- VIP International Film Festival "Best Documentary;
- The Dreamers Film Festival "Best Symbolic Film";
- Frida Film Festival "Best International Documentary Feature"; "Best European Director";
- 8&Halfilm awards "Best Original Idea &Best Arthouse Documentary;
- Hollywood BLVD Film Fest "Best Feature Documentary;